# Neamblysomus gunningi
Neamblysomus gunningi är en däggdjursart som först beskrevs av Robert Broom 1908.  Neamblysomus gunningi ingår i släktet Neamblysomus, och familjen guldmullvadar. IUCN kategoriserar arten globalt som starkt hotad. Inga underarter finns listade.
Arten blir 11,1 till 13,2 cm lång, väger 39 till 70 g och saknar svans. Pälsen på ovansidan kan vara mörkbrun, rödbrun eller särskild mörk rödbrun medan undersidan är täckt av blek orange päls. På kinden och på hakan är pälsen lite ljusare och där finns en gul skugga. Liksom hos andra guldmullvadar är ögonen täckta av hud och päls.
Denna guldmullvad förekommer i regionen Transvaal i nordöstra Sydafrika. Arten vistas i bergstrakter som är täckta av skog, savann och andra gräsmarker. Den uppsöker även odlad mark. Guldmullvaden delar revir med en mullvadsgnagare (Cryptomys hottentotus).
Arten lever nästan hela livet underjordisk. Efter regn kommer den ibland upp till markytan för att leta i lövskiktet efter byten. Den gräver tunnlar tät under markytan för att leta efter föda samt djupare tunnlar där den vilar och där ungarna uppfostras. När honan inte är brunstig lever varje vuxen exemplar ensam. Neamblysomus gunningi äter antagligen olika ryggradslösa djur. Under tiden med matbrist kan guldmullvaden inta ett stelt tillstånd (torpor).